# 2021年テトヴォ病院火災
2021年テトヴォ病院火災（英語: 2021 Tetovo hospital fire）とは、2021年9月8日夜、北マケドニア・テトヴォにおける2019年の新型コロナウイルス感染症患者のためのモジュール建築の病院で発生した火災である。この火災で14人が死亡し、その内12人が患者、2人が患者の親族であった。火災発生中の監視カメラの映像によると、火災は急速に拡大し、病院を飲み込んでいった。

## 概要
火災発生当時、院内には26人の患者がいた。その内12人の患者も負傷したが、火災から救出され、病院の救急部門に送られた。火災は消防士によって、市民の助けを借りて鎮火された。
病院自体は、2020年に新型コロナウイルス感染症（COVID-19）による重篤な人々をケアするための仮設施設として同年4月15日に建設された。このようなモジュール建築の病院、すなわちモジュラー病院と言われるものは、COVID-19による入院患者の急増と病床不足に対処するため、世界銀行の融資を受け、2020年にかけて北マケドニア全土に設置された。事件直後、北マケドニア政府は、病院は「すべての指定された手順と基準に従って建設された」と主張し、調査が開始された。政府はまた、火災の専門家を派遣するという他のNATO加盟国からの申し出を受け入れ、ドイツの連邦刑事庁のチームも調査に参加した。

## 原因

### 火災前に発覚していた問題
病院側は建設においていくつかミスがあったと思われている。開院初日にアルタン・エテミ経済部長は建設ミスを特定し、請負業者に建設中に省略された箇所を修復するように指示をしたが、前日に請負業者、保健省、病院による建物の引き渡しが行われていた。この時点ではこのミスは5日程度で修復されると考えられていた。
また、8月23日には、施設全体の酸素の供給システムの内、二次的な使われ方をしていたチューブ2本が損傷していることが発見された。気付いたテトヴォ病院の職員によって報告され幸いなことに、その時は患者に影響は起こらなかった。グジム・ヌレディニ博士はこの酸素供給システムの破損に対して「メインのチューブが破損していればどうなっていたか、想像したくもない」と発言をしている。警察も調査を行い「物理的な力を使い、サイズ、つまり容量の異なる2本の銅パイプが損傷されている。1本の圧縮空気のパイプが取り外され、もう1本が亜酸化窒素用である」と発表した。その一週間後Zhelino村の42歳の人が逮捕された。このチューブの損傷が火災の原因となったかは定かではない。

### 発生時と全体的な原因
病院にいた患者とその親族は医師たちが少女を蘇生させようとしていたところ、火花が噴出したと語った。この火花が噴出した原因は除細動器のケーブルが切れたことからだと考えられている。
ブランコ・ゲロスキ著「Кој е виновен за трагедијата во Тетово – модуларните болници или модуларните политичари?」では原因について最後に『Plusinfo』の分析を挙げながらこう記している。

## 火災発生後
火災から2日後の9月10日、ヴェンコ・フィリプチェ保健大臣、イリル・ハサニ副大臣、フロリン・ベシミ・テトヴォ院長、アルタン・エテミ経済部長が責任を持ち辞任した。 9月17日、テトヴォでは犠牲者の家族によって抗議デモが行われた。デモ参加者たちは地方政府の建物の前で、卵を投げつけ、テトヴォ市長のテウタ・アリフィの辞任を要求した。統合民主連合の本部前では、警察とデモ隊との間で乱闘騒ぎとなった。警察官4人が軽傷を負い、デモ参加者2人が逮捕された。ドイツ側は4ヶ月で調査を完了し、2022年1月に検察当局に事件に関する報告書を送付、火災の原因は病院で除細動器を接続するために使用されていた延長コードの不具合による電気のショートであると断定した。
7月27日、火災に関係する人々として、同病院の前院長、同病院の技術責任者、および事件発生時の当直医が告発された。法的処置としても、病院に対して2件の刑事告発がなされた。2022年、この事件の裁判は当初9月に始まる予定だった。しかし、被告や弁護士の欠席により公判開始は数回延期され、最終的に裁判予定日は12月7日まで延びた。
マケドニア政府は3日間の国喪を行い、国旗は半旗掲揚となった。